# Campionats del món de ciclocròs de 1995
Els Campionats del món de ciclocròs de 1995 foren la 46a edició dels mundials de la modalitat de ciclocròs i es disputaren el 29 de gener de 1995 a Eschenbach, Sankt Gallen, Suïssa. Foren dues les proves disputades.

## Resultats
| Prova        | Or            | Plata               | Bronze        |
| Cursa elit   | Dieter Runkel | Richard Groenendaal | Beat Wabel    |
| Cursa júnior | Zdeněk Mlynář | Guillaume Benoist   | Stefan Bunter |

## Classificacions

### Classificació de la prova elit
| Pos. | Ciclista            | País          | Temps       |
| ---- | ------------------- | ------------- | ----------- |
|      | Dieter Runkel       | Suïssa        | 57 min 44 s |
|      | Richard Groenendaal | Països Baixos | + 0:37      |
|      | Beat Wabel          | Suïssa        | + 0:57      |
| 4    | Adrie van der Poel  | Països Baixos | + 1:18      |
| 5    | Roger Honegger      | Suïssa        | + 1:26      |
| 6    | Peter Van Santvliet | Bèlgica       | + 1:43      |
| 7    | Dominique Arnould   | França        | + 1:45      |
| 8    | Jan Østergaard      | Dinamarca     | + 2:01      |
| 9    | Daniele Pontoni     | Itàlia        | + 2:11      |
| 10   | Emmanuel Magnien    | França        | + 2:30      |

### Classificació de la prova júnior
| Pos. | Ciclista           | País          | Temps       |
| ---- | ------------------ | ------------- | ----------- |
|      | Zdeněk Mlynář      | Txèquia       | 40 min 01 s |
|      | Guillaume Benoist  | França        | + 0:12      |
|      | Stefan Bünter      | Suïssa        | + 0:16      |
| 4    | Miguel Martinez    | França        | + 0:18      |
| 5    | Pavel Prošek       | Txèquia       | + 0:31      |
| 6    | Maarten Nijland    | Països Baixos | + 0:47      |
| 7    | Patrick Dubacher   | Suïssa        | + 0:47      |
| 8    | Roger Zweifel      | Suïssa        | + 0:54      |
| 9    | Robby Pelgrims     | Bèlgica       | + 0:59      |
| 10   | Fabrizio Dall'Oste | Itàlia        | + 1:06      |

## Medaller
| Pos. | País          | Or | Plata | Bronze | Total |
| 1    | Suïssa        | 1  | 0     | 2      | 3     |
| 2    | Txèquia       | 1  | 0     | 0      | 1     |
| 3    | França        | 0  | 1     | 0      | 1     |
| 3    | Països Baixos | 0  | 1     | 0      | 1     |